# Promocja atutowa
Promocja atutowa – w brydżu manewr obrońców polegający na stworzeniu nieistniejącej wcześniej lewy w atutach, najczęściej poprzez zagranie koloru w którym zarówno rozgrywający jak i drugi obrońca mają renons i w niektórych przypadkach przez przepuszczenie (nienadbicie) przez drugiego obrońcę atutu rozgrywającego.
|   |       | ♠     | -     |   |   |
| ♥ | -     |       |       |   |   |
| ♦ | 2     |       |       |   |   |
| ♣ | -     |       |       |   |   |
| ♠ | -     | NW ES | NW ES | ♠ | - |
| ♥ | 32    | NW ES | NW ES | ♥ | - |
| ♦ | -     | NW ES | NW ES | ♦ | A |
| ♣ | AW    | NW ES | NW ES | ♣ | - |
|   |       | ♠     | -     |   |   |
| ♥ | -     |       |       |   |   |
| ♦ | -     |       |       |   |   |
| ♣ | KD109 |       |       |   |   |

Niepokazane na diagramie karcie są nieistotne.  Atutami są trefle i na wiście jest gracz E.  Po zagraniu asa karo następuje promocja atutowa waleta trefl w ręce W.  Jeżeli rozgrywający zabije tę lewę nisko (dziewiątką lub dziesiątką) to gracz W nadbije waletem, jeżeli zaś rozgrywający przebije tę lewę wysoko (damą lub królem) to gracz W przepuści ją (zrzucając boczny kolor) i promując lewę na waleta
.
|   |      | ♠     | -     |   |   |
| ♥ | -    |       |       |   |   |
| ♦ | 2    |       |       |   |   |
| ♣ | -    |       |       |   |   |
| ♠ |      | NW ES | NW ES | ♠ | - |
| ♥ | 2    | NW ES | NW ES | ♥ | - |
| ♦ | -    | NW ES | NW ES | ♦ | A |
| ♣ | K105 | NW ES | NW ES | ♣ | - |
|   |      | ♠     | -     |   |   |
| ♥ | -    |       |       |   |   |
| ♦ | -    |       |       |   |   |
| ♣ | ADW2 |       |       |   |   |

Atutami są ponownie trefle będący na wiście gracz E gra asa karo.  Rozgrywający bije tę lewę waletem trefl.  Jeżeli obrońca W przepuści tę lewę to dojdzie do promocji atutowej dziesiątki w jego ręce
.